# Lautitia
Lautitia is een monotypisch geslacht van schimmels behorend tot de familie Phaeosphaeriaceae. Het bevat alleen Lautitia danica. 